# بالیناگال
بالیناگال (به لاتین: Ballynagaul) یک منطقهٔ مسکونی در جمهوری ایرلند است که در مونستر (ایرلند) واقع شده‌است.